# Локально зв'язаний простір
У топології топологічний простір {\displaystyle X} називається локально зв'язаним у точці {\displaystyle x}, якщо для будь-якого околу {\displaystyle V} точки {\displaystyle x} існує менший відкритий зв'язаний окіл {\displaystyle U}, тобто {\displaystyle x\in U\subset V}. Простір називається локально зв'язаним, якщо він є локально зв'язаним у всіх своїх точках. Еквівалентно простір є локально зв'язаним, якщо для нього існує базис із відкритих зв'язаних підмножин.

## Еквівалентні означення
Наступні твердження є еквівалентними:
- Топологічний простір {\displaystyle X} є локально зв'язаним, згідно означення даного вище.
- Будь-яка компонента зв'язності довільного відкритого підпростору простору {\displaystyle X} є відкритою підмножиною.
- Будь-яка відкрита підмножина, як топологічний простір, є диз'юнктивним об'єднанням своїх компонент зв'язності із диз'юнктивною топологією.

Припустимо, що {\displaystyle X} є локально зв'язаним, {\displaystyle U\subset X} — відкрита підмножина і {\displaystyle U_{0}\subset U} — її компонента зв'язності. Нехай {\displaystyle x\in U_{0}}. Тоді також {\displaystyle x\in U} і тому існує відкритий зв'язаний окіл  {\displaystyle U_{x,0}\subset U} точки {\displaystyle X}. Цей окіл має бути підмножиною {\displaystyle U_{0}}, оскільки {\displaystyle U_{0}} є компонентою зв'язності {\displaystyle U}.
Тому {\displaystyle U_{0}={\underset {x\in U_{0}}{\cup }}U_{x,0}} є об'єднанням відкритих множин і теж є відкритою множиною. Тому з першого означення випливає друге.
Припустимо тепер, що кожна компонента зв'язності довільної відкритої підмножини {\displaystyle U} теж є відкритою множиною. Зокрема ми отримуємо відрите покриття простору {\displaystyle U} компонентами зв'язності. Формуючи перетини із цим покриттям довільної відкритої підмножини в {\displaystyle U} отримуємо, що довільна така підмножина є диз'юнктивним об'єднанням відкритих підмножин компонент зв'язності. Таким чином із другого означення випливає перше.
Припустимо, що будь-яка відкрита підмножина є диз'юнктивним об'єднанням своїх компонент зв'язності. Нехай {\displaystyle x}  — точка і {\displaystyle U_{x}\supset \{x\}} — її окіл. За означенням {\displaystyle U_{x}} містить відкритий окіл точки {\displaystyle x} і згідно припущення цей окіл є диз'юнктивним об'єднанням своїх компонент зв'язності, що є відкритими підмножинами. Одна з цих підмножин містить {\displaystyle x} і задовольняє вимоги з означення локальної зв'язності.

## Властивості
- Будь-яка відкрита підмножина локально зв'язаного простору є локально зв'язаним простором.
- Будь-яка компонента зв'язності локально зв'язаного простору є відкрито-замкнутою.
- Будь-який компактний локально зв'язаний простір має скінченну кількість компонент зв'язності.
- Якщо простір {\displaystyle X} є локально зв'язаним,  а відображення {\displaystyle f:X\to Y} — неперервне, відкрите і сюр'єктивне. Тоді {\displaystyle Y} теж є локально зв'язаним.

Нехай {\displaystyle f(x)\in Y} — довільна точка і {\displaystyle U} — будь-який окіл точки {\displaystyle f(x)}.  Із неперервності відображення випливає, що {\displaystyle f^{-1}(U)} є околом точки {\displaystyle x}. Згідно локальної зв'язаності простору {\displaystyle X} існує відкритий зв'язаний окіл {\displaystyle V} точки {\displaystyle x}, що є підмножиною  {\displaystyle f^{-1}(U)}. Зважаючи на неперервність і відкритість відображення {\displaystyle f}, множина {\displaystyle f(V)} теж є відкритою і зв'язаною і також очевидно {\displaystyle f(x)\in f(V)\subset U}. Тобто вимоги локальної зв'язаності  {\displaystyle Y} виконуються.
- Нехай {\displaystyle \{X_{i}\}_{i\in I}} — деяка сім'я топологічних просторів і їх добуток {\displaystyle X=\prod _{i\in I}X_{i}} є локально зв'язаним. Тоді усі простори {\displaystyle X_{i}} теж є локально зв'язаними, оскільки кожна проєкція на множник є неперервним відкритим сюр'єктивним відображенням.
- Довільний скінченний добуток локально зв'язаних просторів є локально зв'язаним простором. Для нескінченного добутку це твердження не є правильним. Прикладом може бути простір {\displaystyle \{0,1\}^{\mathbb {N} }}.
- Натомість якщо {\displaystyle \{X_{i}\}_{i\in I}} є сім'єю локально зв'язаних і також зв'язаних топологічних просторів, то їх добуток {\displaystyle X=\prod _{i\in I}X_{i}} є локально зв'язаним.
- Фактор-простір локально зв'язаного топологічного простору теж є локально зв'язаним.

Нехай {\displaystyle q:X\to Y} — відображення на фактор-простір і {\displaystyle V\subseteq Y} — відкритий окіл точки {\displaystyle y\in Y}. Позначимо {\displaystyle C(y)} компоненту зв'язності {\displaystyle V}, що містить точку {\displaystyle y}; достатньо довести, що {\displaystyle C(y)} є відкритою підмножиною {\displaystyle Y}. Для цього достатньо довести, що {\displaystyle C=q^{-1}(C(y))} є відкритою підмножиною {\displaystyle X}. Нехай {\displaystyle x\in C}. Оскільки {\displaystyle X} є локально зв'язаним, компонента зв'язності {\displaystyle U_{x}}  точки {\displaystyle x} у {\displaystyle q^{-1}(V)} є відкритою і підмножина {\displaystyle q(U_{x})\subseteq V} є зв'язаною;  тому {\displaystyle q(U_{x})\subseteq C(y)} (оскільки {\displaystyle C(y)} є компонентою зв'язності що містить {\displaystyle q(x)}). Тому {\displaystyle U_{x}\subseteq q^{-1}(C(y))=C}, і точка {\displaystyle x} є внутрішньою у {\displaystyle C}. Зважаючи на довільність вибору точки {\displaystyle x} множина {\displaystyle C} є відкритою, що завершує доведення.
- Простір {\displaystyle X} є локально зв'язаним тоді і тільки тоді, коли для будь-якого сімейства {\displaystyle \{X_{i}\}_{i\in I}} підмножин {\displaystyle X} має місце включення {\displaystyle \partial \left(\bigcup _{i\in I}X_{i}\right)\subset {\overline {\bigcup _{i\in I}\partial (X_{i})}}}, де {\displaystyle \partial } — межа множини, a {\displaystyle {\overline {A}}} позначає замикання множини {\displaystyle A}.

## Приклади

Синус тополога.

- Для додатного цілого числа {\displaystyle n}, евклідів простір {\displaystyle \mathbb {R} ^{n}} є локально зв'язаним і зв'язаним.
- Підпростір {\displaystyle [0,1]\cup [2,3]} дійсної прямої {\displaystyle \mathbb {R} ^{1}} є локально зв'язаним але не зв'язаним.
- Стандартним прикладом простору, що є зв'язаним але не локально зв'язаним є синус тополога.[1] Цей простір є підмножиною точок на площині {\displaystyle T=\left\{\left.\left(x,\sin {\frac {1}{x}}\right)\right|x\in ]0,1]\right\}\cup \{(0,0)\}} із індукованою топологією.
- Простір {\displaystyle \mathbb {Q} } не є локально зв'язаним і не є зв'язаним.
- Будь-який локально лінійно зв'язаний простір є локально зв'язаним.
- Зліченна множина із кофінітною топологією (в якій замкнутими множинами є скінченні множини і весь простір) є локально зв'язаною але не локально лінійно зв'язаною.[2]
- Будь-який повний метричний локально зв'язаний простір є локально лінійно зв'язаним (теорема Мазуркевича — Мура — Менгера)

## Слабка локальна зв'язаність

Нескінченна мітла. У замкнутій нескінченній мітлі додається теж весь відрізок від початку координат до точки (1,0)

Простір X називається слабко локально зв'язаним у точці  x якщо для кожного околу V точки x існує зв'язаний але не обов'язково відкритий окіл N точки x, що є підмножиною V .  
Простір X називають слабко локально зв'язаним якщо він є слабко локально зв'язаним у всіх точках x. Насправді проте поняття слабкої локальної зв'язаності для всього простору є еквівалентним поняттю локальної зв'язаності.
Теорема
Якщо X є слабко локально зв'язаним простором, то він є  локально зв'язаним.
Доведення
Нехай U є відкритою підмножиною X,  C — компонента зв'язності U і x — елемент C. Тоді існує зв'язаний окіл A точки x у X, що є підмножиною U. Оскільки A є зв'язаною підмножиною і містить x, A є підмножиною C. Згідно з означенням околу існує відкрита множина V , що містить x і є підмножиною A і тому підмножиною C. Тому точка x є внутрішньою у C. Оскільки точка x була довільною то  C є відкритою множиною. Тобто довільна компонента зв'язності довільної відкритої підмножини є відкритою і тому X є локально зв'язаним.
Натомість простір може бути слабко локально зв'язаним у точці але не локально зв'язаним у ній. Прикладом може бути простір утворений із нескінченної послідовності просторів, що називаються замкнутою нескінченною мітлою. Замкнутою нескінченною мітлою називається об'єднання відрізків на площині, що сполучають точку (0,0) із точками з координатами (1, 1/n) для всіх натуральних чисел n, а також з точкою (1,0).
Нескінченна послідовність отримується якщо замість точки (0,0) брати послідовно точки виду ((n-1)/n,0) для всіх натуральних чисел і пропорційно зменшити замкнуту нескінченну мітлу так, щоб горизонтальний відрізок мав довжину {\displaystyle {\frac {n}{n+1}}-{\frac {n-1}{n}}}.
Вставивши послідовно ці простори у відповідні точки отримаємо зв'язаний топологічний простір , що є об'єднанням нескінченної кількості пропорційно зменшених копій замкнутої нескінченної мітли. У точці  (1,0) цей прості є слабко локально зв'язаним але не є локально зв'язаним.